# أولاد الزير (زاوية سيدي بنحمدون)
أولاد الزير هي إحدى مشيخات المملكة المغربية، تتبع جغرافيا لإقليم برشيد وإداريًا لزاوية سيدي بنحمدون. يقدر عدد سكانها بـ 692 نسمة حسب الإحصاء الرسمي للسكان والسكنى لسنة 2004.